# Sauber C33
El Sauber C33 fue un monoplaza de Fórmula 1 diseñado por Sauber F1 Team para competir en la Temporada 2014 de Fórmula 1. Fue conducido por el mexicano Esteban Gutiérrez, quien continúa en el equipo por segundo año, y por el alemán Adrian Sutil, quien se une al equipo procedente de la escudería Force India, a la cual volvió Nico Hülkenberg. Los pilotos de prueba son el ruso Sergey Sirotkin y el holandés Giedo van der Garde, quien se une al equipo después de dejar Caterham. El C33 fue diseñado para usar el nuevo motor Ferrari, el V6 1.6 turbo,  denominado F059/3.
El coche fue presentado el 26 de enero de 2014 en la sede del equipo, en Hinwill, Suiza.

## Resultados
(Clave) (negrita indica pole position) (cursiva indica vuelta rápida)
| Año  | Motor                      | Neu. | N.º | Pilotos           | 1   | 2   | 3   | 4   | 5   | 6   | 7   | 8   | 9   | 10  | 11  | 12  | 13  | 14  | 15  | 16  | 17  | 18  | 19  | Puntos | Pos. |
| ---- | -------------------------- | ---- | --- | ----------------- | --- | --- | --- | --- | --- | --- | --- | --- | --- | --- | --- | --- | --- | --- | --- | --- | --- | --- | --- | ------ | ---- |
| 2014 | Ferrari 059/3 1.6 V6 Turbo | P    |     |                   | AUS | MYS | BHR | CHN | ESP | MON | CAN | AUT | GBR | GER | HUN | BEL | ITA | SIN | JPN | RUS | USA | BRA | ABU | 0      | 10°  |
| 2014 | Ferrari 059/3 1.6 V6 Turbo | P    | 21  | Esteban Gutiérrez | 12  | Ret | Ret | 16  | 16  | Ret | 14≠ | 19  | Ret | 14  | Ret | 15  | 20  | Ret | 13  | 15  | 14  | 14  | 15  | 0      | 10°  |
| 2014 | Ferrari 059/3 1.6 V6 Turbo | P    | 99  | Adrian Sutil      | 11  | Ret | Ret | Ret | 17  | Ret | 13  | 13  | 13  | Ret | 11  | 14  | 15  | Ret | 21≠ | 16  | Ret | 16  | 16  | 0      | 10°  |

- ≠ El piloto no acabó el Gran Premio, pero se clasificó al completar el 90% de la distancia total.
- Pilotos y constructores suman puntos dobles en el Gran Premio de Abu Dabi.